# Athirala
Athirala és un santuari hindú al districte de Kadapa (abans Cuddapah) a Andhra Pradesh, prop del riu Cheyair. El temple agregat al santuari és considerat molt sagrat i segons la creença popular les seves aigües alliberen dels crims més horribles tal com van fer amb Parasu Rama (reencarnació de Vixnú) que havia matat a la seva mare. S'hi celebra el festival anual de Sivaratri, que dura tres dies al febrer i atreu milers de peregrins.